# Pierre-Henri de Valenciennes
Pierre-Henri de Valenciennes, född 6 december 1750 i Toulouse, död 16 februari 1819 i Paris, var en fransk landskapsmålare, verksam inom friluftsmåleriet. Han gick i lära hos Gabriel-François Doyen. Bland Valenciennes elever fanns Jean-Victor Bertin, Achille Etna Michallon, Louis Étienne Watelet och Pierre Prévost.
Pierre-Henri de Valenciennes var professor vid École nationale supérieure des Beaux-Arts i Paris. I traktaten Éléments de perspective pratique, a l'usage des artistes, suivis de réflexions et conseils à un élève sur la peinture, et particulièrement sur le genre du paysage, utgiven 1799, betonar Valenciennes att landskapet befinner sig i ständig förändring genom ljusets och atmosfärens påverkan.
Pierre-Henri de Valenciennes avled i Paris och är begravd på Père-Lachaise.

## Bilder

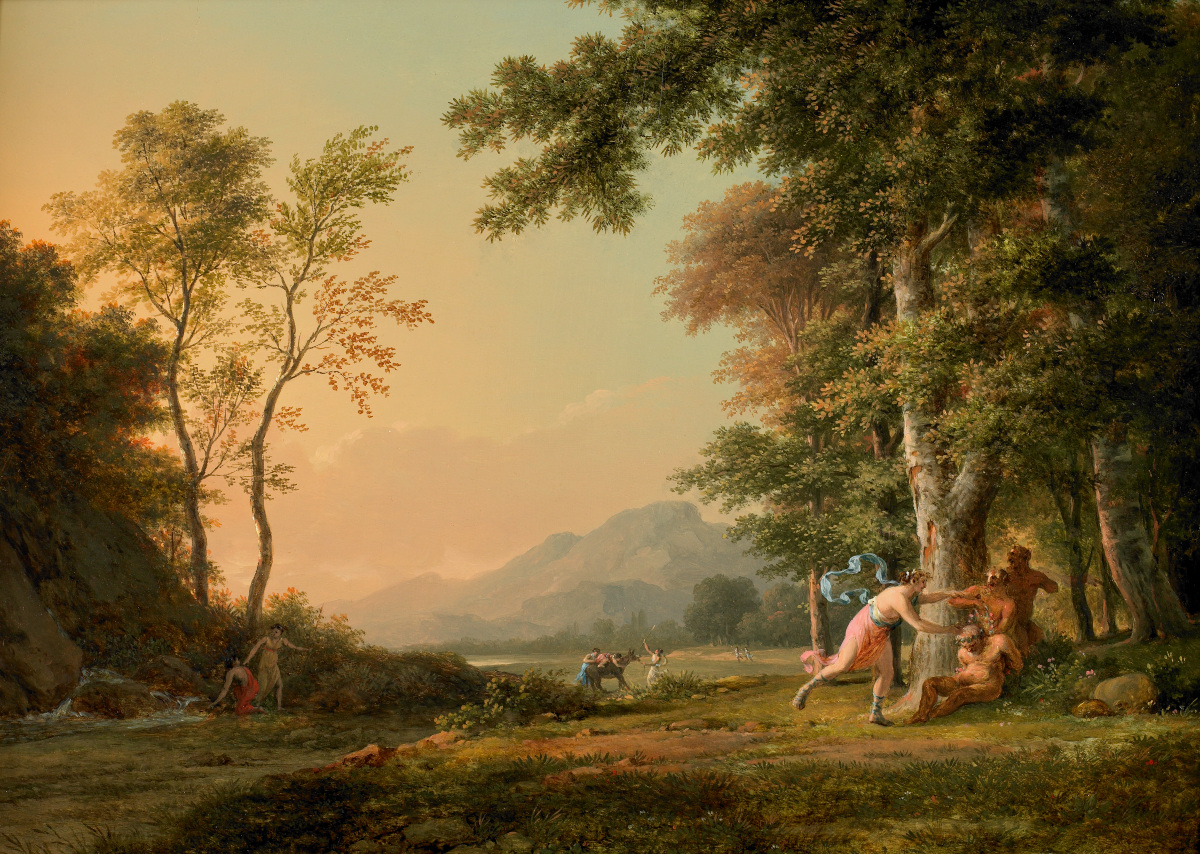
Skogslandskap.
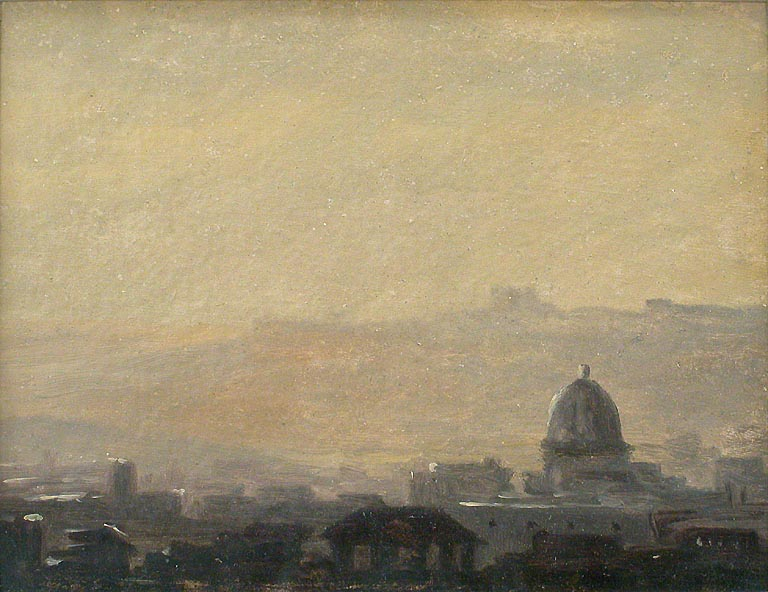
Soluppgång över Rom.
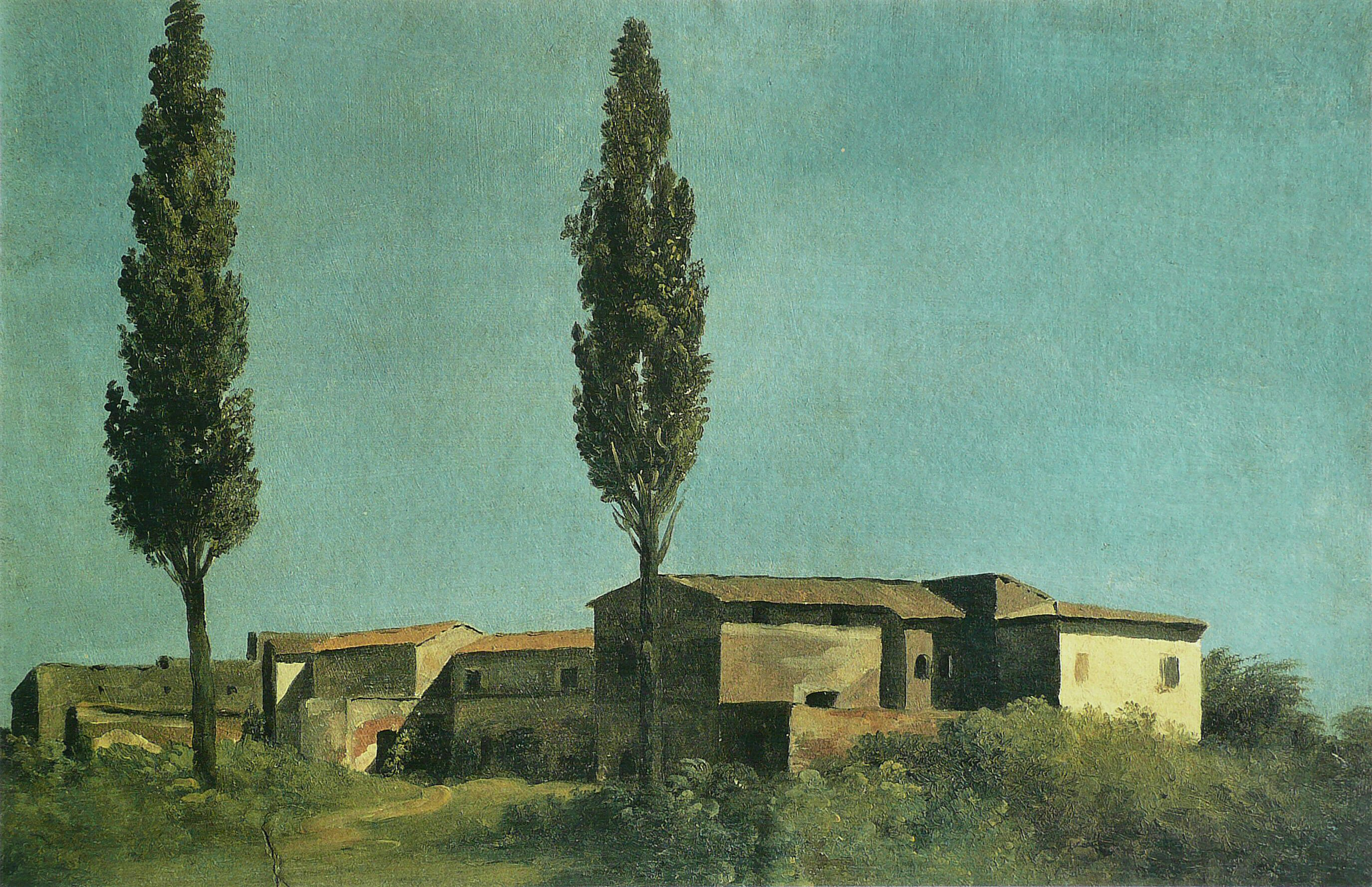
Vid Villa Farnese.